# البطولات الفرنسية 1893 (كرة مضرب)
في البطولات الفرنسية عام 1893 فاز في بطولة فردي الرجال اللاعب رايبوليت (L. Riboulet) من فرنسا.